# Ottavio Misefari
Ottaviano Garibaldi Misefari, meglio noto come Ottavio (Palizzi, 1º febbraio 1909 – Reggio Calabria, 6 gennaio 1999), è stato un calciatore, allenatore di calcio e dirigente sportivo italiano.

## Carriera
Misefari è stato uno dei più rappresentativi calciatori reggini degli anni venti e anni trenta. Fratello di Bruno ed Enzo, famose figure politiche calabresi.
Iniziò a giocare giovanissimo in alcune squadre dilettanti reggine, trasferendosi poi alla Reggina (allora denominata Reggio Football Club) già all'età di 15 anni.
Nel febbraio del 1925 fu il primo calciatore della storia, assieme a Pasquale Rattotti, a cambiare per la prima volta sponda dello Stretto, passando al Messina. Le ragioni di questi storici trasferimenti furono principalmente di tipo economico: Misefari si trasferì a Messina con un ingaggio di cinquanta lire a partita, quando il costo medio del biglietto d'ingresso al campo era di mezza lira. Qualche anno più tardi Misefari lasciò Messina per fare il percorso inverso, tornando a giocare nella Reggina.
Terminata la carriera di calciatore, ha allenato la Reggina nella stagione 1944-1945. Successivamente si dedicò al ruolo di osservatore e dirigente per conto della FIGC e della Lega Nazionale Dilettanti, stringendo un forte legame con Oreste Granillo, ex dirigente sportivo reggino al quale è intitolato lo Stadio di Reggio Calabria.

## Galleria d'immagini

Formazione della Reggina (U.S. Dominante) del 1939. Misefari è il settimo in piedi da sinistra.
Misefari nel 1928 con il Messina. È al centro, rivolto di lato.